# Taboryci

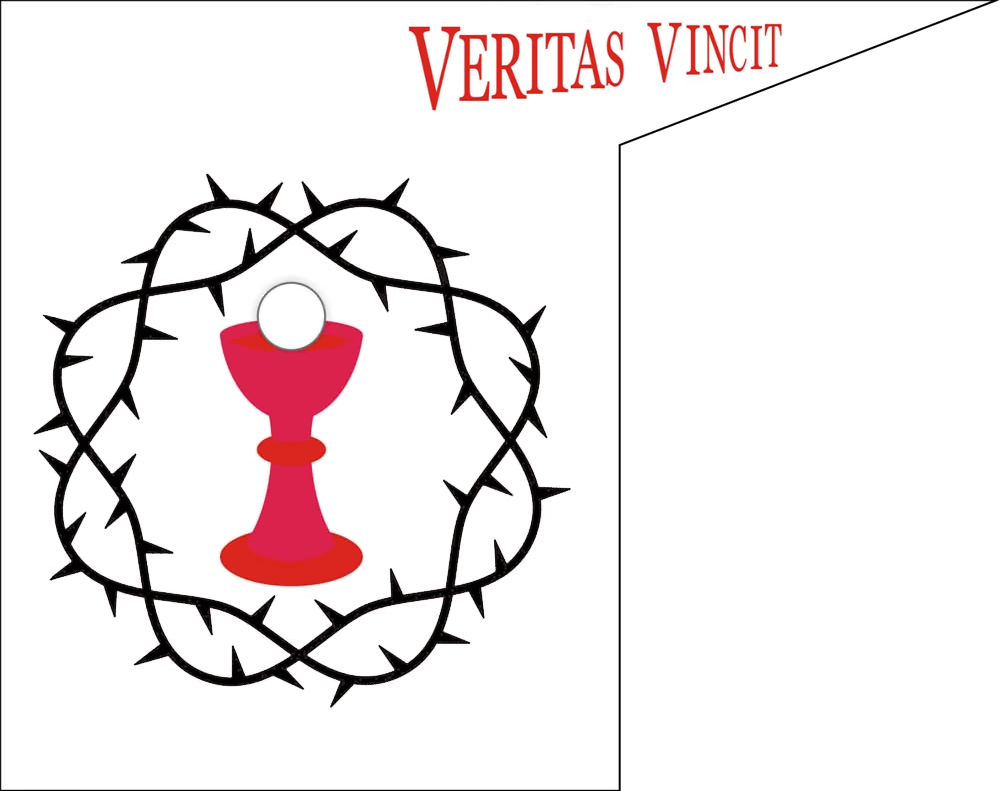
Proporzec używany przez taborytów

Taboryci – najbardziej radykalny odłam husytyzmu powstały po rozpadzie głównego nurtu na początku lat 20. XV wieku skupiający chłopów, mieszczan i część ubogiej szlachty, propagujący gruntowne reformy doktryny i organizacji Kościoła oraz stosunków społecznych i politycznych, dążący do zniesienia pańszczyzny i poddaństwa oraz wprowadzenia wspólnoty majątkowej. Taboryci skierowali ruch husycki w kierunku antyfeudalnej wojny chłopskiej.
Nazwa pochodzi od miasta Tábor w południowych Czechach, gdzie znajdowała się najważniejsza twierdza tej organizacji. Przywódcami taborytów byli m.in.: Jan Žižka, Prokop Wielki, Prokop Mały. Po śmierci pierwszego, taboryci rozdzielili się na Tabor właściwy i sierotki.
Po latach wojen husyckich, taboryci zostali ostatecznie pokonani w roku 1434 przez katolików (oraz wspieranych przez nich utrakwistów) pod Lipanami. Doprowadziło to m.in. do zawarcia przez utrakwistów pokoju z papieżem i cesarzem Zygmuntem Luksemburskim, na mocy którego husyci wrócili na łono Kościoła katolickiego i mogli przyjmować komunię pod dwiema postaciami, a Luksemburczyk został ponownie intronizowany na tron czeski. Taboryci nie zgadzali się wcześniej na ten pokój, ponieważ odrzucali władzę papieża i hierarchii kościelnej oraz chcieli rozpowszechnić swoją wiarę w całej Europie. Ruch taborycki przetrwał we wschodnich Czechach, gdzie znalazł się pod polityczną opieką Jerzego z Podiebradów, który choć główne oparcie znajdował w umiarkowanym obozie utrakwistycznym, to jednak swój protektorat roztaczał na wszystkie odłamy husytyzmu. W 1457 roku pod wpływem nauk Piotra Chelczyckiego w Kunvaldzie koło Uścia nad Orlicą przekształcił się w chrześcijańską gminę żyjącą według utopijnych idei, a od 1467 roku po synodzie w Lhotce pod Rychnovem w niezależny od utrakwistów i katolików kościół z własną hierarchią duchowną pod nazwą Jednota Braci Czeskich.